# Organisatie voor Veiligheid en Samenwerking in Europa

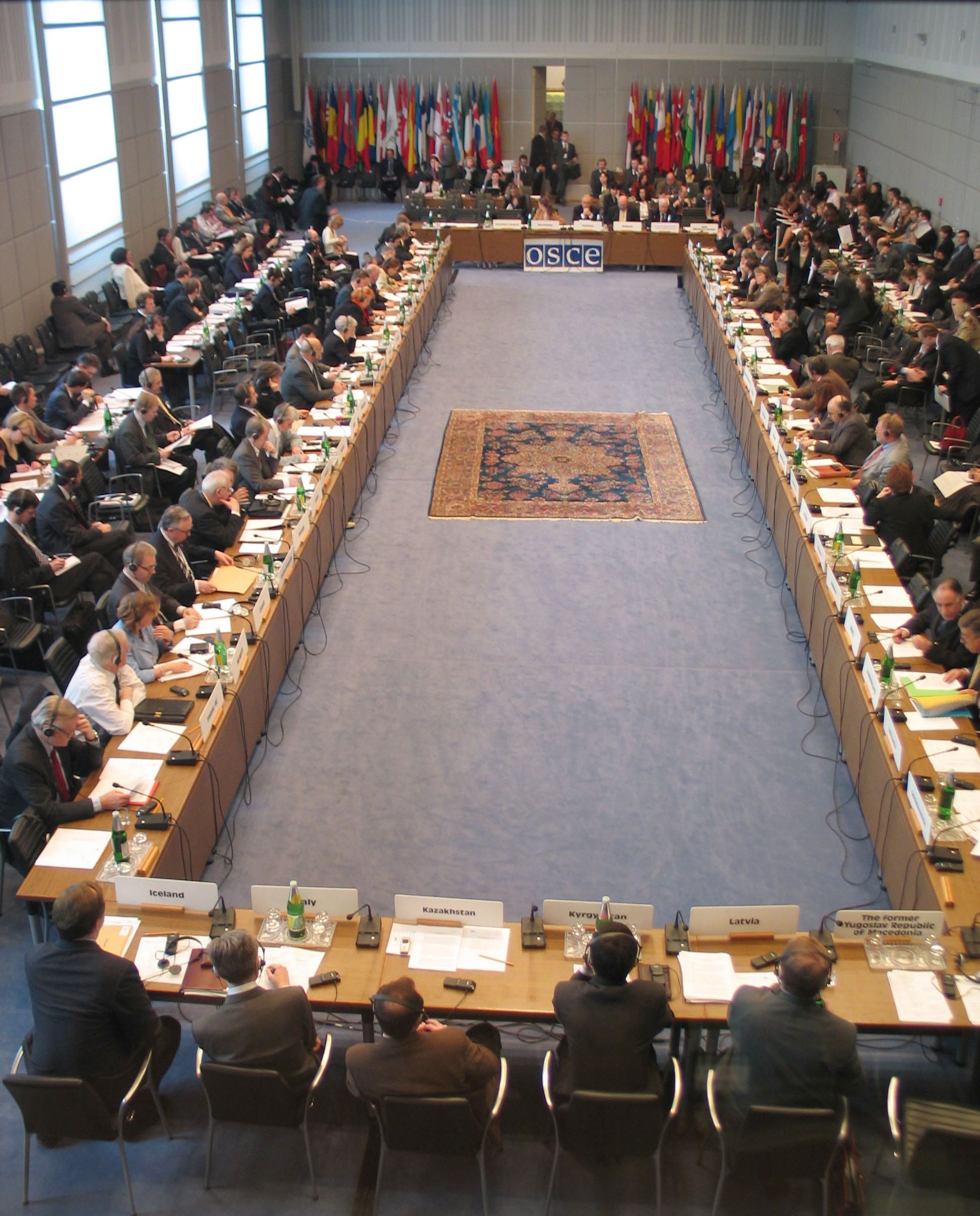
Een bijeenkomst van de Permanente Raad van de OVSE, Wenen, 2005.

De Organisatie voor Veiligheid en Samenwerking in Europa (OVSE) in Wenen is een organisatie die de samenwerking tussen haar zevenenvijftig lidstaten op militair, economisch en humanitair gebied wil bevorderen. Internationaal wordt de organisatie aangeduid als  OSCE (Engels: Organization for Security and Co-operation in Europe).

## Organisatie

### Lidstaten
De lidstaten van de OVSE zijn de Verenigde Staten van Amerika, Canada, de 46 leden van de Raad van Europa, Vaticaanstad, Rusland, Wit-Rusland, Mongolië en de vijf voormalige Sovjetrepublieken in Centraal-Azië (Kazachstan, Oezbekistan, Turkmenistan, Tadzjikistan en Kirgizië).

### Locaties
Het hoofdkantoor is gevestigd in Wenen. Er zijn ook kantoren in Kopenhagen, Genève, Den Haag, Praag en Warschau. In de vestiging te Den Haag aan de Prinsessegracht zetelt de hoge commissaris inzake Nationale Minderheden van de OVSE. Sinds 2020 is dit de Kazakse diplomaat Kairat Abdrakhmanov.

## Besluitvorming
De besluitvormende lichamen binnen de organisatie zijn:
- de OVSE-top;
- de Ministerraad;
- de Permanente Raad (vergaderend in Wenen).

### OVSE-top
De OVSE kent een topontmoeting (OVSE-top) die onregelmatig plaatsvindt. Er zijn er tot dusver zeven geweest:
| Jaar | Stad      | Datum                  |
| ---- | --------- | ---------------------- |
| 1975 | Helsinki  | 30 juli t/m 1 augustus |
| 1990 | Parijs    | 19 t/m 21 november     |
| 1992 | Helsinki  | 9 en 10 juli           |
| 1994 | Boedapest | 5 en 6 december        |
| 1996 | Lissabon  | 2 en 3 december        |
| 1999 | Istanboel | 18 en 19 november      |
| 2010 | Astana    | 1 en 2 december        |

### Ministerraad
Het voorzitterschap van de ministerraad rouleert per kalenderjaar tussen de lidstaten. Het wordt in feite bekleed door de minister van Buitenlandse Zaken van het voorzittende land. De jaarlijkse bijeenkomst van de ministerraad wordt ook in de betreffende lidstaat georganiseerd.
| Jaar | Land              | Locatie en datum bijeenkomst | Locatie en datum bijeenkomst   | Voorzitter                                                                   |
| ---- | ----------------- | ---------------------------- | ------------------------------ | ---------------------------------------------------------------------------- |
| 1991 | Duitsland         | Berlijn                      | 19 en 20 juni 1991             | Hans-Dietrich Genscher                                                       |
| 1992 | Tsjecho-Slowakije | Praag                        | 30 en 31 januari 1992          | Jiří Dienstbier (tot 2 juli) Jozef Moravčík (vanaf 3 juli)                   |
| 1993 | Zweden            | Stockholm                    | 14 en 15 december 1992         | Margaretha af Ugglas                                                         |
| 1994 | Italië            | Rome                         | 30 november en 1 december 1993 | Beniamino Andreatta (tot 11 mei) Antonio Martino (vanaf 12 mei)              |
| 1995 | Hongarije         | Boedapest                    | 7 en 8 december 1995           | László Kovács                                                                |
| 1996 | Zwitserland       | –                            | –                              | Flavio Cotti                                                                 |
| 1997 | Denemarken        | Kopenhagen                   | 18 en 19 december 1997         | Niels Helveg Petersen                                                        |
| 1998 | Polen             | –                            | –                              | Bronisław Geremek                                                            |
| 1999 | Noorwegen         | Oslo                         | 2 en 3 december 1998           | Knut Vollebæk                                                                |
| 2000 | Oostenrijk        | Wenen                        | 27 en 28 november 2000         | Wolfgang Schüssel (tot 4 februari) Benita Ferrero-Waldner (vanaf 5 februari) |
| 2001 | Roemenië          | Boekarest                    | 3 en 4 december 2001           | Mircea Geoană                                                                |
| 2002 | Portugal          | Porto                        | 6 en 7 december 2002           | Jaime Gama (tot 6 april) António Martins da Cruz (vanaf 7 april)             |
| 2003 | Nederland         | Maastricht                   | 1 en 2 december 2003           | Jaap de Hoop Scheffer (tot 3 december) Ben Bot (vanaf 4 december)            |
| 2004 | Bulgarije         | Sofia                        | 6 en 7 december 2004           | Solomon Passy                                                                |
| 2005 | Slovenië          | Ljubljana                    | 5 en 6 december 2005           | Dimitrij Rupel                                                               |
| 2006 | België            | Brussel                      | 4 en 5 december 2006           | Karel De Gucht                                                               |
| 2007 | Spanje            | Madrid                       | 29 en 30 november 2007         | Miguel Ángel Moratinos                                                       |
| 2008 | Finland           | Helsinki                     | 4 en 5 december 2008           | Ilkka Kanerva (tot 4 april) Alexander Stubb (vanaf 5 april)                  |
| 2009 | Griekenland       | Athene                       | 1 en 2 december 2009           | Dora Bakoyannis (tot 5 oktober) Giorgos Papandreou (vanaf 6 oktober)         |
| 2010 | Kazachstan        | –                            | –                              | Kanat Saudabayev                                                             |
| 2011 | Litouwen          | Vilnius                      | 6 en 7 december 2011           | Audronius Ažubalis                                                           |
| 2012 | Ierland           | Dublin                       | 6 en 7 december 2012           | Eamon Gilmore                                                                |
| 2013 | Oekraïne          | Kiev                         | 5 en 6 december 2013           | Leonid Kozhara                                                               |
| 2014 | Zwitserland       | Bazel                        | 4 en 5 december 2014           | Didier Burkhalter                                                            |
| 2015 | Servië            | Belgrado                     | 3 en 4 december 2015           | Ivica Dačić                                                                  |
| 2016 | Duitsland         | Hamburg                      | 8 en 9 december 2016           | Frank-Walter Steinmeier                                                      |
| 2017 | Oostenrijk        | Wenen                        | 7 en 8 december 2017           | Sebastian Kurz (tot 18 december) Karin Kneissl (vanaf 18 december)           |
| 2018 | Italië            | Milaan                       | 6 en 7 december 2018           | Angelino Alfano (tot 1 juni) Enzo Moavero Milanesi (vanaf 1 juni)            |
| 2019 | Slowakije         | Bratislava                   | 5 en 6 december 2019           | Miroslav Lajčák                                                              |
| 2020 | Albanië           | Tirana                       | 3 en 4 december 2020           | Edi Rama                                                                     |
| 2021 | Zweden            | Stockholm                    | 2 en 3 december 2021           | Ann Linde                                                                    |
| 2022 | Polen             | Łódź                         | 1 en 2 december 2022           | Zbigniew Rau                                                                 |
| 2023 | Noord-Macedonië   | Skopje                       | 30 november en 1 december 2023 | Bujar Osmani                                                                 |
| 2024 | Malta             | Valletta                     | 5 en 6 december 2024           | Ian Borg                                                                     |

### Secretarissen-generaal
De volgende personen fungeerden als secretaris-generaal van de OVSE:
| Naam                       | Termijn    |
| -------------------------- | ---------- |
| Wilhelm Höynck             | 1993–1996  |
| Giancarlo Aragona          | 1996–1999  |
| Ján Kubiš                  | 1999–2005  |
| Marc Perrin de Brichambaut | 2005–2011  |
| Lamberto Zannier           | 2011–2017  |
| Thomas Greminger           | 2017–2020  |
| Helga Schmid               | 2020–2024  |
| Feridun Sinirlioğlu        | 2024–heden |

## Activiteiten
- De OVSE houdt onregelmatig een top. Op 19 november 1999 eindigde de tweedaagse top van de OVSE in Istanboel voor een politieke oplossing voor Tsjetsjenië, waarbij het Handvest voor Europese Veiligheid werd aangenomen. In 2003 vond de OVSE-top in Maastricht plaats, zie OVSE-top 2003.
- In 2003 was de OVSE actief bij het controleren van de verkiezingen in Georgië. Zij constateerde onregelmatigheden en rapporteerde dit aan de lidstaten.
- Ook vervulde de OVSE een belangrijke onderhandelingspositie bij de conflicten in Moldavië. Zonder de inbreng van deze organisatie had hier wellicht een gewapend conflict kunnen ontstaan.
- Namens de OVSE is een hoge commissaris inzake Nationale Minderheden (HCNM) actief. Sinds 2020 is dat de Kazak Kairat Abdrakhmanov. Zijn voorgangers waren onder anderen de Noor Knut Vollebæk (2007-2013), de Zweed Rolf Ekéus (2001-2007) en de Nederlander Max van der Stoel (1993-2001).
- Na het neerschieten van een passagiersvliegtuig (vlucht MH17) boven Oost-Oekraïne op 17 juli 2014, probeerde de OVSE de toedracht te achterhalen. Waarnemers werden bij aankomst in het rampgebied bij hun werk belemmerd door pro-Russische separatisten. Dit ondanks diverse toezeggingen door o.a. president Poetin dat de OVSE-waarnemers vrij zouden kunnen opereren.
- In de OVSE is een speciale vertegenwoordiger voor mediavrijheid aangeduid,[1] met als taak vooraf te waarschuwen bij beperkingen van de mediavrijheid, en de lidstaten te helpen bij de uitvoering van hun verplichtingen inzake vrijheid van meningsuiting.

Critici vinden echter dat de OVSE zich te veel richt op conflicten in Oost-Europa en de voormalige Sovjetrepublieken. Zij menen dat de OVSE ook op plaatsen als Noord-Ierland, Baskenland en Corsica goed werk zou kunnen verrichten.

## Geschiedenis
De OVSE werd opgericht in 1973 als Conferentie over Veiligheid en Samenwerking in Europa CVSE. Sinds 1950 waren er al gesprekken gevoerd over een Europese veiligheidsorganisatie, maar de Koude Oorlog heeft destijds de voortgang daarvan verhinderd, totdat gesprekken in Helsinki begonnen in november 1972. De aanbevelingen van deze gesprekken, "The Blue Book", vormden de grondvesten voor een conferentie met drie fasen in Helsinki.
De CVSE begon in Helsinki op 3 juli 1973, waarbij 35 landen vertegenwoordigers zonden. De eerste fase duurde vijf dagen, waarin besloten werd "The Blue Book" te volgen.
De tweede fase was de belangrijkste uitwerkingsfase en werd gehouden in Genève vanaf 18 september 1973 tot 21 juli 1975. Het resultaat hiervan waren de Helsinki-akkoorden, die door de 35 deelnemende landen werden ondertekend gedurende de derde fase, die plaatsvond van 30 juli tot 1 augustus 1975, eveneens in Helsinki.
Vervolgbijeenkomsten met als doel om de relaties te verbeteren en de akkoorden te implementeren werden gehouden in Belgrado (4 oktober tot 8 maart 1978), Madrid (11 november 1980 tot 9 september 1983) en Wenen (4 november 1986 tot 19 januari 1989).
De instorting van het communisme vereiste een andere rol voor het CVSE. Het Charter van Parijs voor een Nieuw Europa, dat werd ondertekend op 21 november 1990, markeerde de start van deze veranderingen. Op 1 januari 1995 werd de CVSE hernoemd naar OVSE.

## Verschillen met andere instituten

### Raad van Europa
Qua takenpakket lijkt de OVSE enigszins op de Raad van Europa. De nadruk ligt bij de Raad van Europa echter meer op juridische zaken, waar de OVSE zich meer toespitst op bestuurlijke en militaire zaken, en op zaken aangaande cultuur en samenleving. Een ander belangrijk verschil is de samenstelling van de leden. De OVSE heeft een lidmaatschap van 57 staten uit zowel Europa als West- en Centraal-Azië en Noord-Amerika. De Raad van Europa heeft daarentegen alleen 46 Europese lidstaten.
De Russische invasie van Oekraïne in 2022 maakte een einde aan Ruslands lidmaatschap van de Raad van Europa. Op 15 maart 2022 nam de Parlementaire Vergadering een unanieme opinie aan om Rusland uit de Raad van Europa te zetten. 

### NAVO
De overeenkomst tussen de OVSE en de NAVO is de aandacht voor militaire zaken, veiligheid en conflictbeheersing. De OVSE opereert echter vanuit een breder takenpakket. Anders dan de OVSE is de NAVO een politiek en militair bondgenootschap van bevriende landen waarin geldt dat een aanval op een lid geldt als een aanval op alle leden. Een ander verschil is wederom het aantal leden: de NAVO telt slechts 30 lidstaten.